# Tablier (jeu)
Pour les articles homonymes, voir Tablier et Plateau.

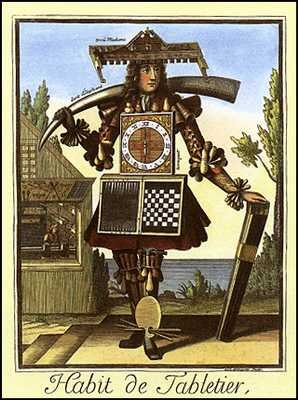
Habit de tabletier.
Gravure de Nicolas de Lamessin.

Le tablier de jeu ou simplement tablier, plus couramment appelé plateau est la surface plane sur laquelle se jouent les parties de jeu d'échecs, de dames, de trictrac, de jeu des petits chevaux, etc. et, de manière générale, tous les jeux de société se déroulant sur une surface normée.

## Étymologie
Le terme « tablier de jeu » est aujourd'hui surtout utilisé par les spécialistes. Il a tendance, parmi les joueurs assidus de jeux modernes, à être remplacé par le terme « plateau », traduction de l'anglais board, que le spécialiste des jeux Frédéric Bizet qualifie de « littérale », un terme reconnu par plusieurs dictionnaires, suivant ainsi l'usage récent qui consiste à voir en « jeux de plateau » les jeux de société autres que les jeux de cartes à collectionner, les jeux de rôle ou les jeux de figurines.

## Types

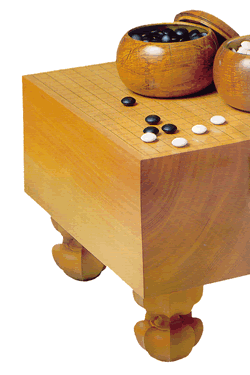
Un tablier de go (goban) traditionnel.

Les formes de tablier les plus courantes sont des grilles carrées :
- le damier servant à jouer au jeu de dames : 10 × 10 cases dans sa version la plus courante ou, dans d’autres versions 8 × 8, 11 × 11, 12 × 12, etc. ;
- l'échiquier servant à jouer au jeu d'échecs et au chaturanga : 8 × 8 cases ;
- Le qipan (terme devenu générique), servant à jouer aux xiangqi (échecs chinois) : 10 droites horizontales, 9 verticales, quelques diagonales et une zone dite « la rivière » ;
- le shōgiban servant à jouer au shōgi (échecs japonais) : 9 × 9 cases légèrement rectangulaires de couleur uniforme ;
- le goban[5] servant au jeu de go mais aussi au pente : une grille de 19 × 19 intersections ;
- l’othellier servant à jouer à Othello : 8 × 8 cases.

De nombreux autres jeux de société récents utilisent des tabliers ayant des formes diverses (rectangulaires, hexagonales), parfois modulaires (par assemblage de plusieurs éléments), et souvent des illustrations évoquant un univers cadre.
Sur un tablier de jeu abstrait, les pièces sont généralement posées soit sur les cases soit sur les intersections.
Le tablier peut être intégré dans une table de jeu. Le jeu de tables est d'ailleurs en français le nom générique, usuel dès le Moyen-Âge, des jeux se jouant avec le même matériel que le backgammon.

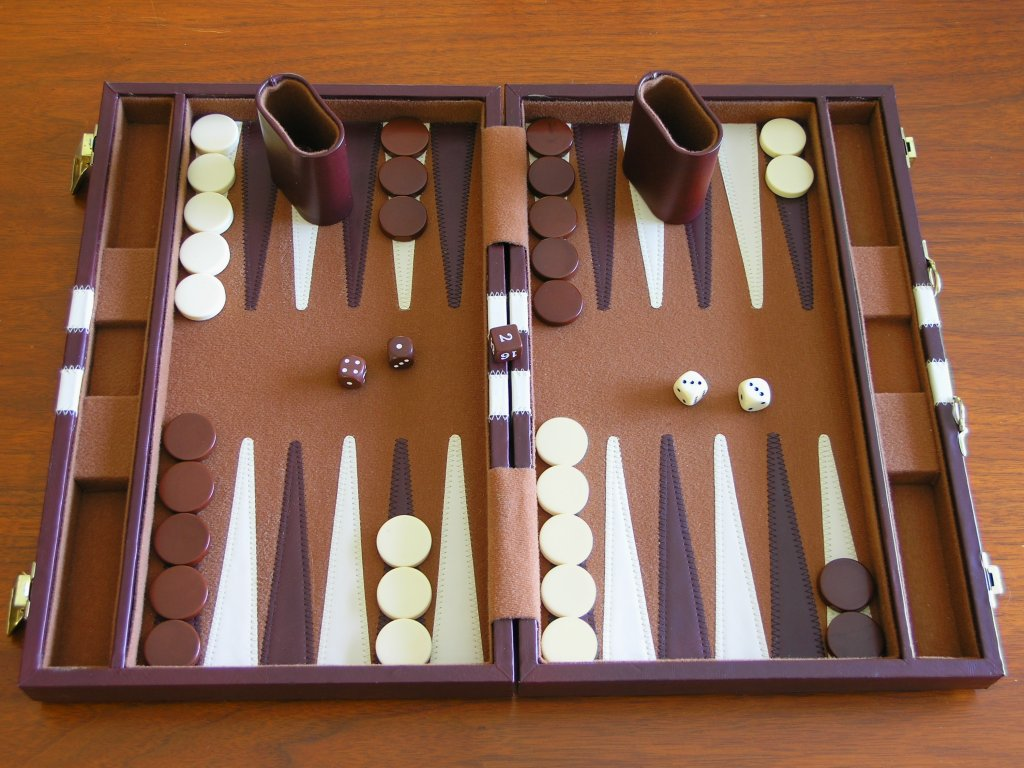
Tablier de backgammon.
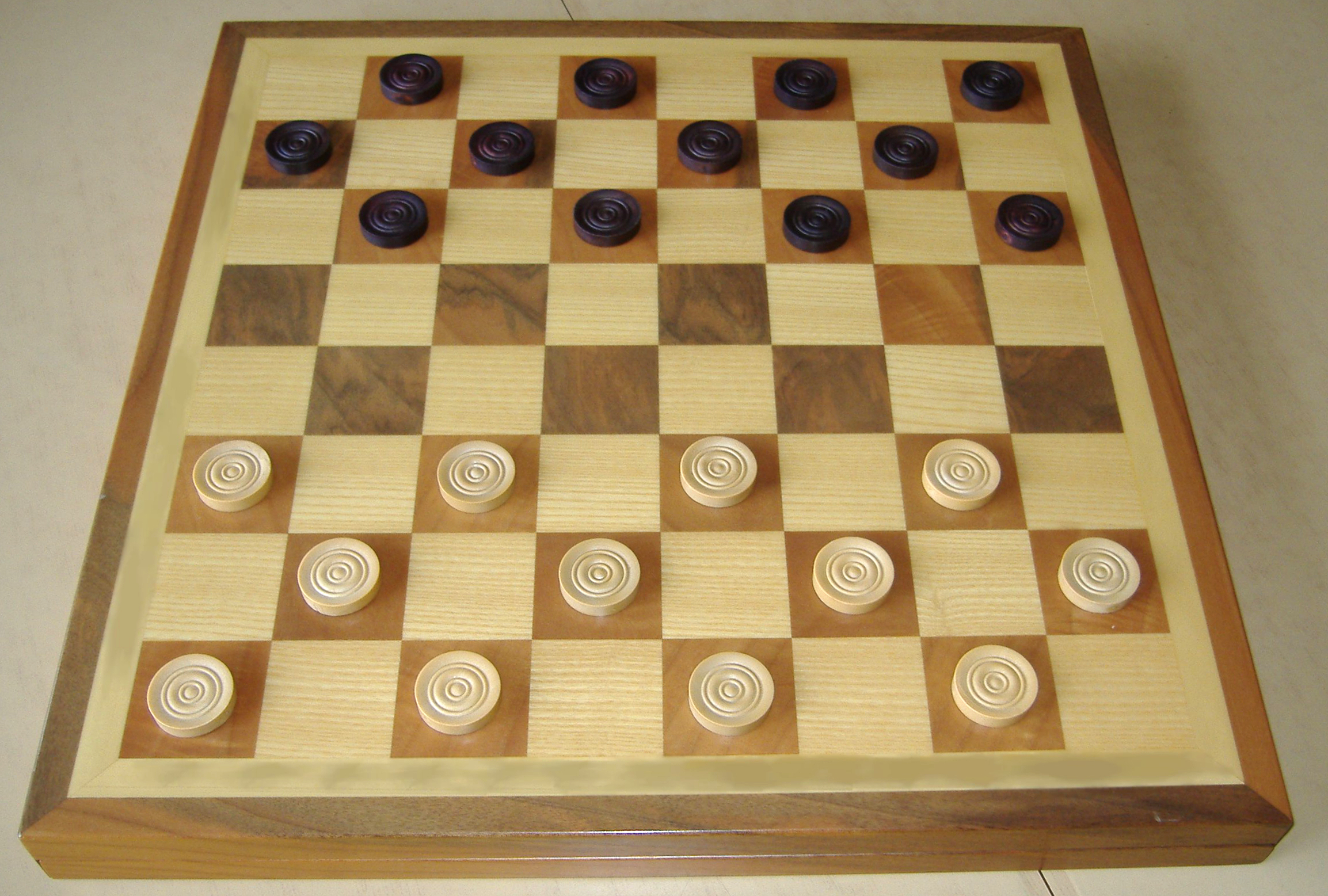
Damier (tablier du jeu de dames).
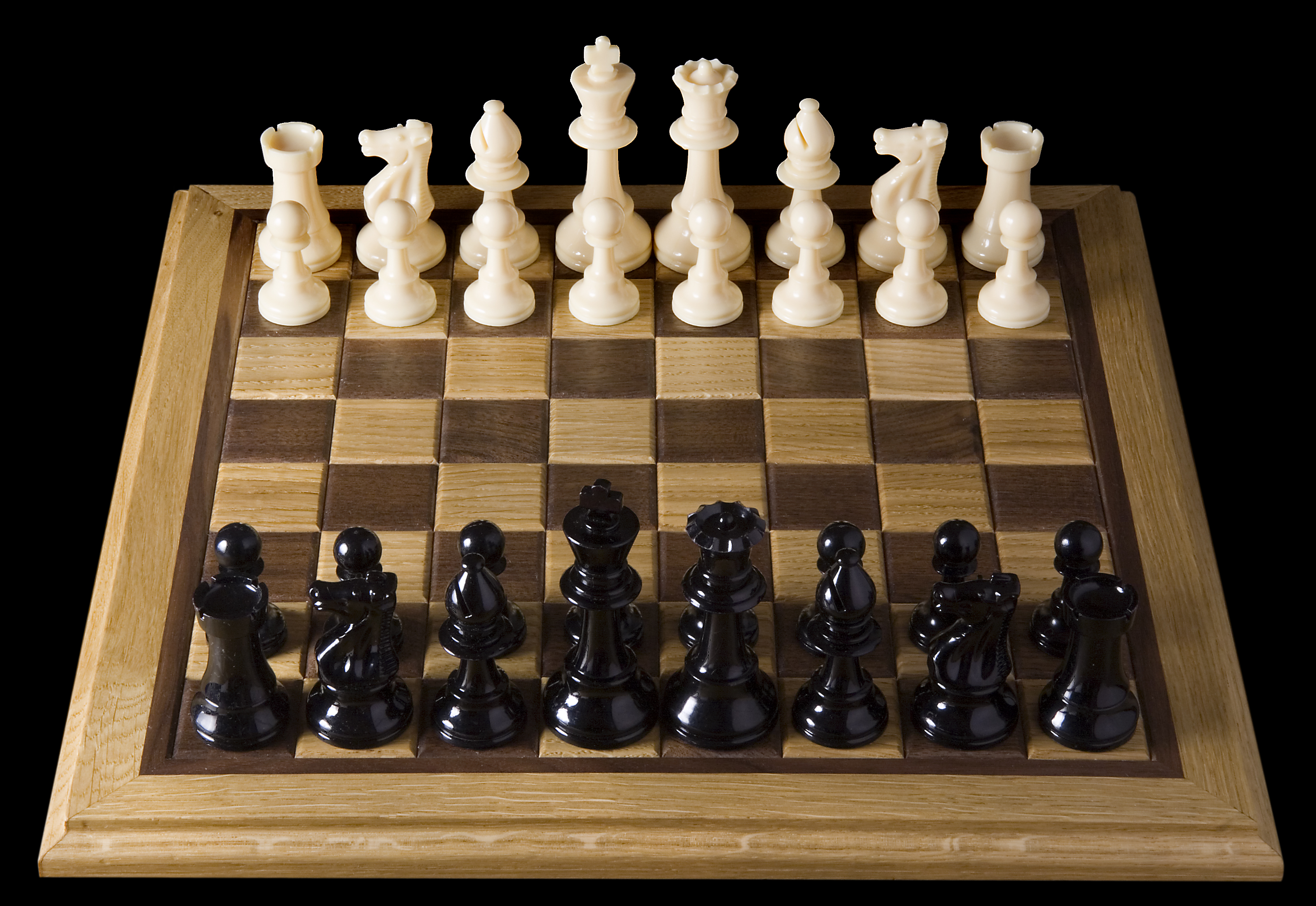
Échiquier (tablier du jeu d'échecs).
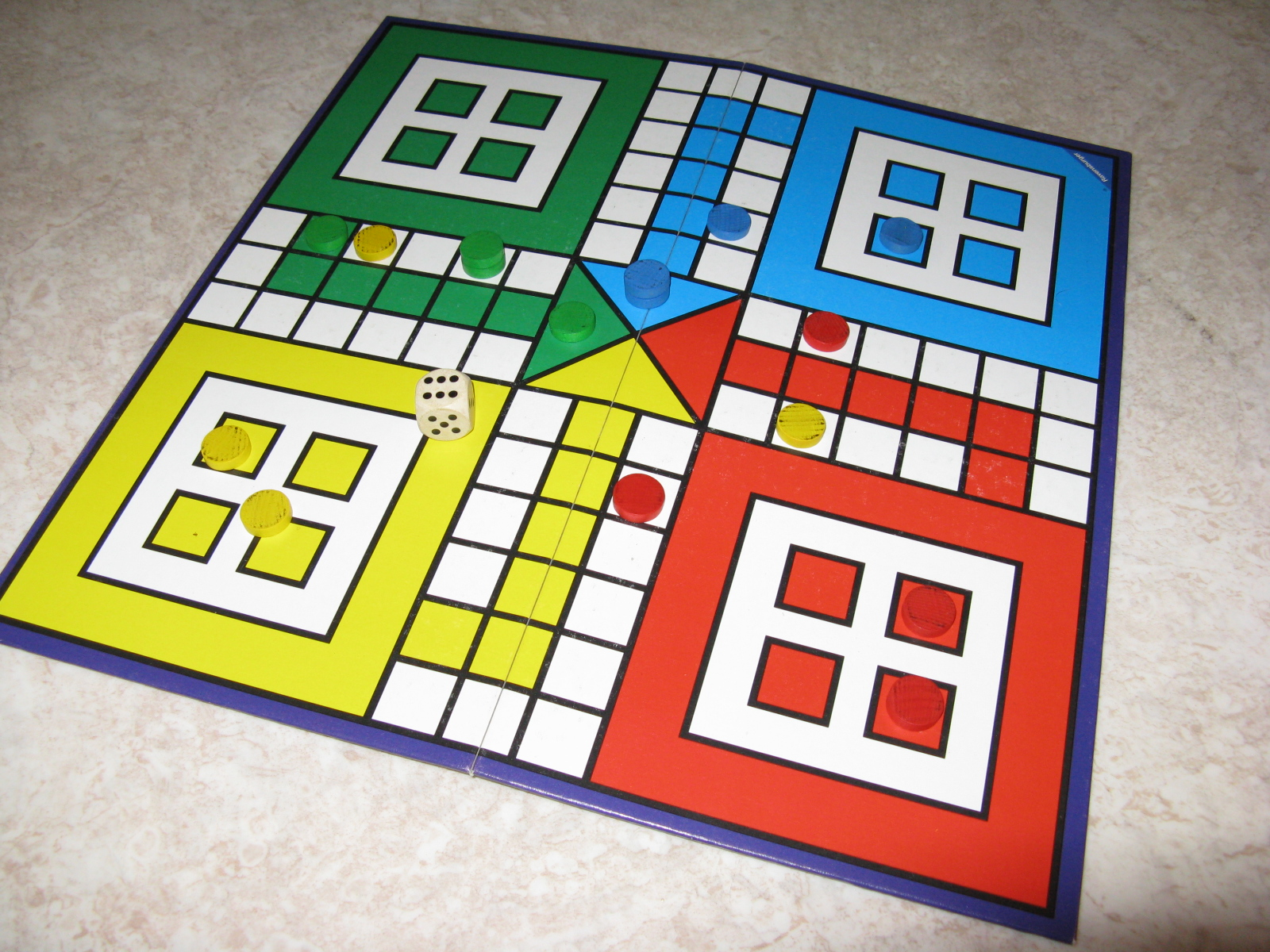
Tablier de Ludo.
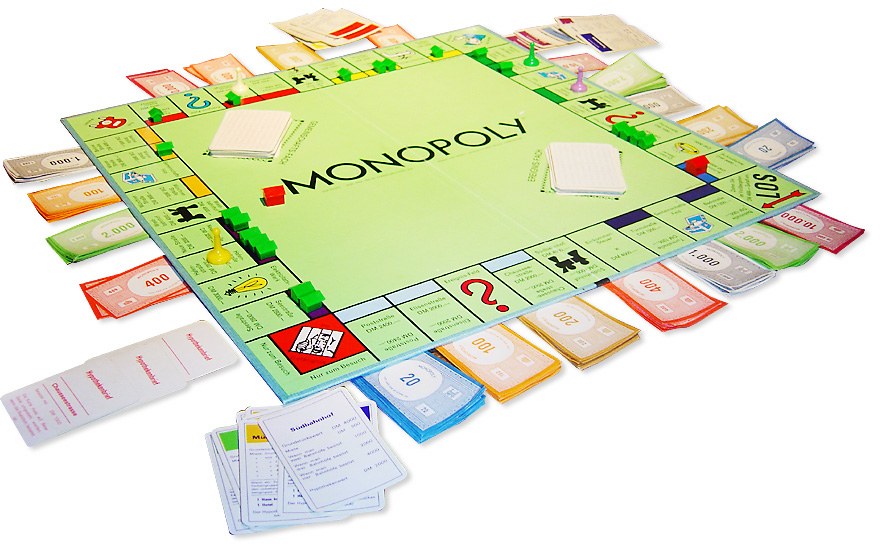
Tablier de Monopoly.
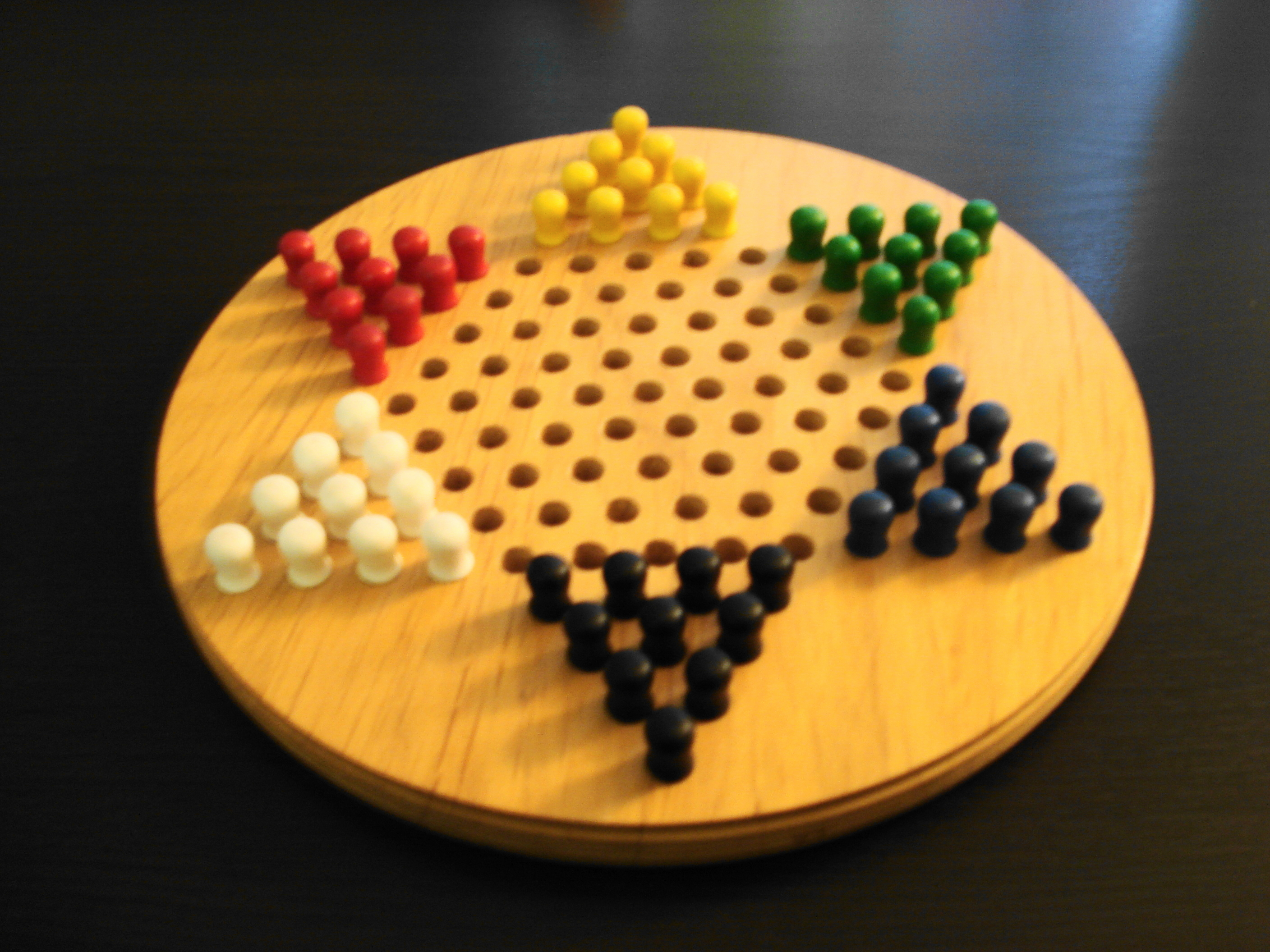
Tablier de dames chinoises.
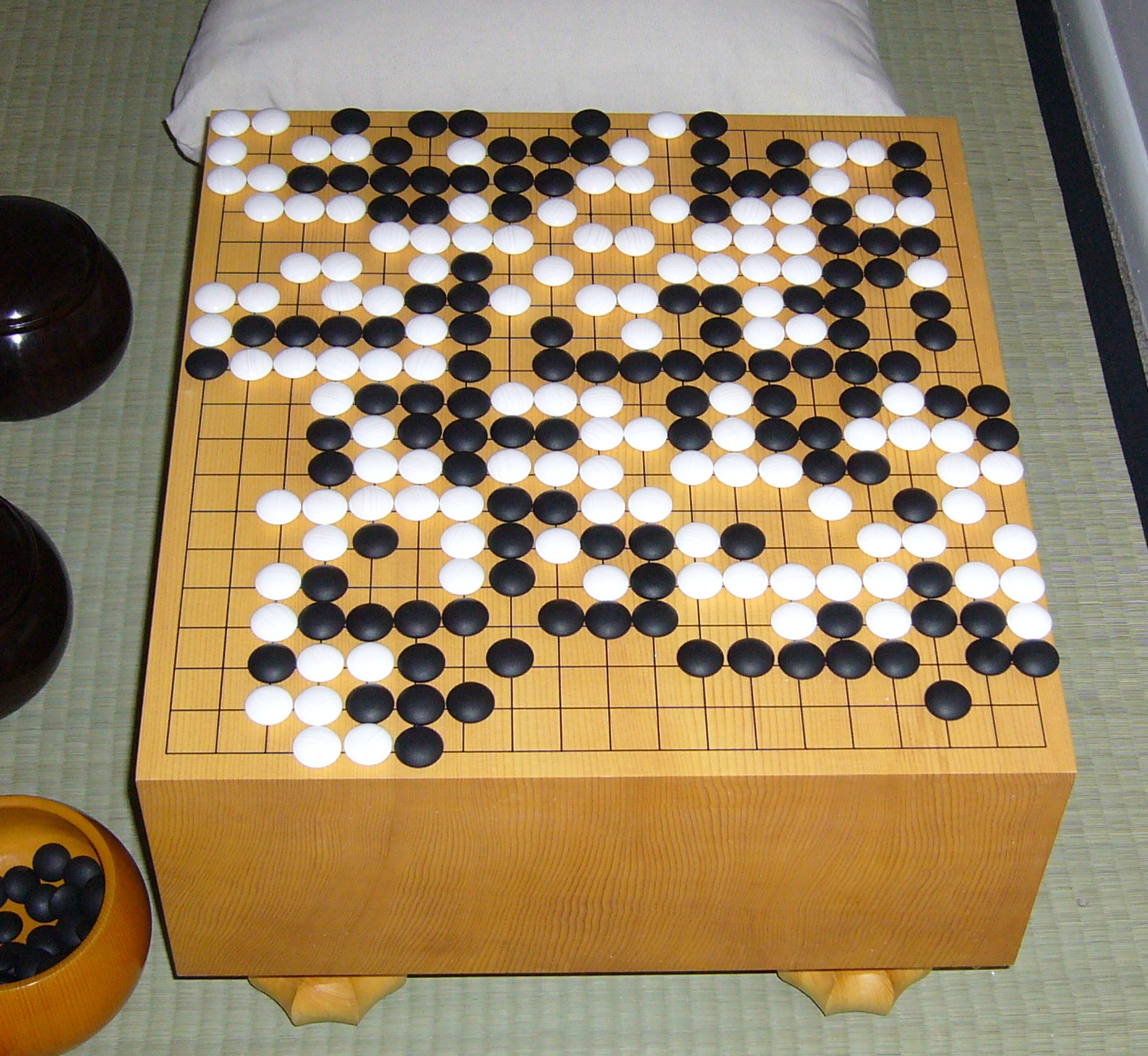
Goban (tablier de go).